# Maxwell Overton
Edvard Maxwell Ernst Overton, född 15 april 1914 i Lund, död 12 januari 1981 i Lund, var en svensk kulturgeograf, som var aktiv i samhällslivet och i studentkretsar i Lund.

## Biografi
Maxwell Overtons föräldrar var akademiker. Hans far, Ernest Overton, var professor i farmakologi vid Lunds universitet och hans mor, Louise Petrén-Overton, var den första kvinnan som disputerade i matematik i Sverige. Maxwell Overton blev redan som nittonåring extra ordinarie amanuens vid geografiska institutionen vid universitetet. Som geograf visade han att Skånes högsta punkt fanns på Söderåsen, inte på Kullaberg som man tidigare trott. På 1930- och 40-talet deltog han i arbetet med att ta fram Lunds stads generalplan och gjorde sedan flera andra kommunala och regionala utredningar. År 1945 avlade han sin filosofie licentiatexamen.
Overton var brinnande politiskt intresserad, hade stora kunskaper om Lund och missade sällan ett fullmäktigemöte som åhörare. Politiskt var han liberal. Han var också aktiv i studentlivet. Han satt många terminer i studentkårens deputeradeförsamling, han var kurator vid Helsingkrona nation och edil, ”tillsynsman”, för Akademiska Föreningen.
Maxwell Overton blev en känd och originell profil i Lund. Han syntes ofta på restaurang Spisen där han drack vitt vin spetsat med en sockerbit. Om det fanns vin kvar i flaskan ställdes denna undan åt honom till nästa besök, märkt med ett M. I Billebjers vattenfyllda stenbrott badade han gärna naken. Det gick många anekdoter om honom, inte alla sanna. En berättelse säger att han en gång råkat bita sig själv i baken. Han förvarade sina löständer i bakfickan, råkade sätta sig på dem och tvingades att uppsöka sjukhus.
Fadern dog 1933 och Maxwell Overton bodde sedan tillsammans med sin mor i en stor lägenhet fylld med böcker vid Clemenstorget i Lund. Modern avled 1977 och själv dog han 1981. Han ligger begravd på Östra kyrkogården i Lund.

## Övrigt
Maxwell Overton lämnade också spår i skönlitteraturen. I en dikt från 1982, Tröst för ett universitetslektorshjärta, skriver Lundapoeten och universitetslektorn Jenny Ljunghill om brustna illusioner. Diktjaget blir alltmer snörvligt. Revolutionen kommer kanske inte men en sak har man i alla fall fått uppleva; badat nakna med Maxwell Overton.
Första och sista stroferna lyder:
Okey att jag kanske är taskig som lärare, men jag har badat naken - med Maxwell Overton
Dågodtigg har i alla fall hädt bed dig, bed oss, medad vi badade dakda - bed Baxwell Overtodd
Även Hans Alfredson lät sig inspireras. Han skrev flera gånger om episoden när Overton blir biten av sina löständer, bland annat i novellen Blod att dricka.